# Rakownik
Rakownik – potok na Pojezierzu Lubuskim. Według informacji w państwowym rejestrze nazw geograficznych potok ma źródło na południe od Sieniawy. Jego górny bieg nazywany jest Żelechówką. Ujście Rakownika znajduje się w Lubrzy, potok uchodzi do Kanału Niesulickiego. Według niektórych źródeł wypływa z jeziora Goszcza w okolicy Lubrzy, przepływa przez jeziora Rudny i Lubrza, uchodzi do jeziora Paklicko Wielkie.